# SWL

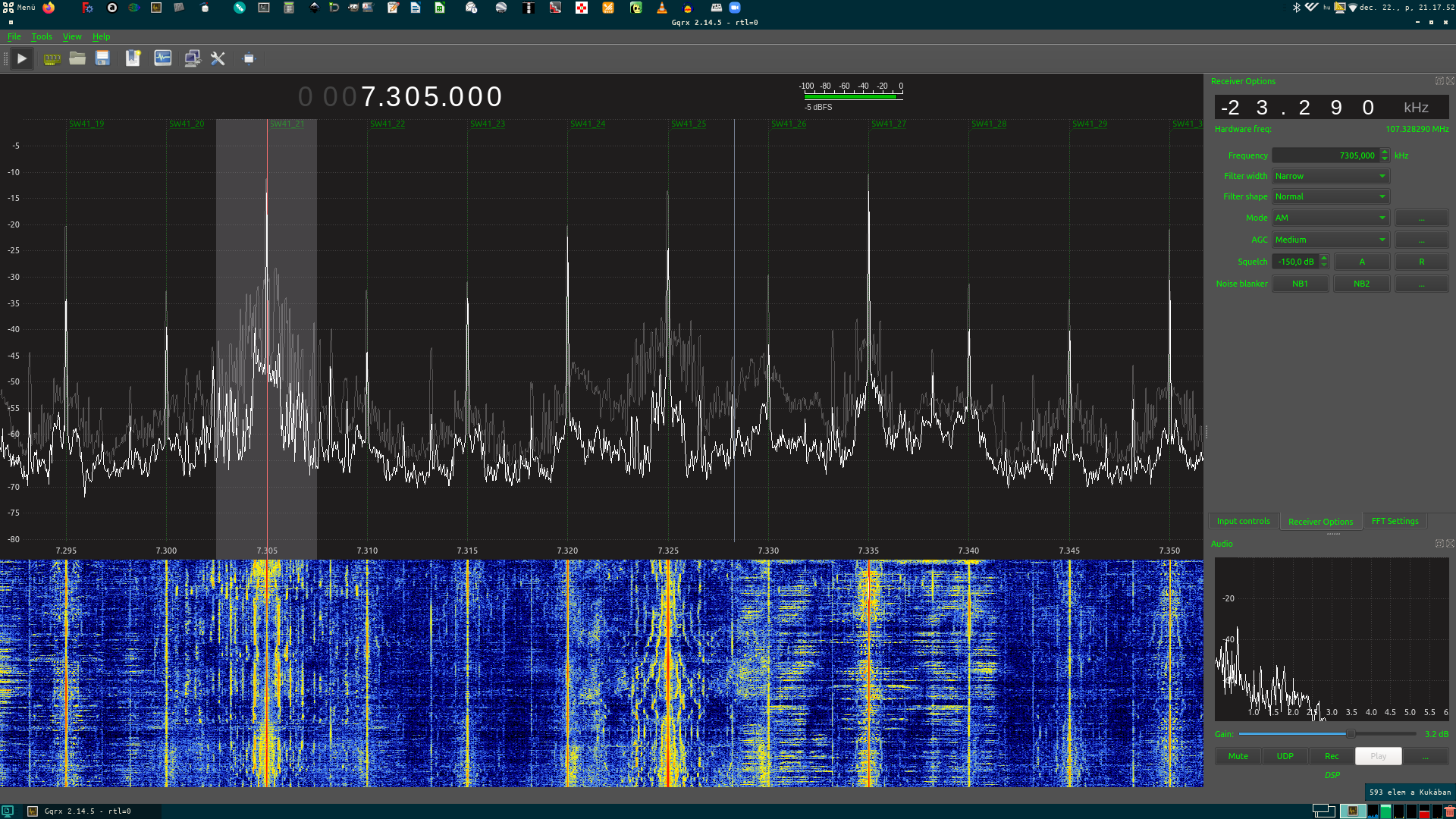
SWL – Rövidhullámú műsorszórás, 41m megfigyelése

Az SWL (angol: Short Wave Listening – Rövidhullám megfigyelése) egy olyan rádiós tevékenység, amely nem produkál kimenő adást, hanem csak a rádióforgalom megfigyelését végzi. Tágabb értelmezés szerint nemcsak a rövidhullámú megfigyelést nevezzük SWL-nek, hanem mindenféle rádiós megfigyelést.
Az SWL alatt az egyéni kedvtelésből, hobbiból, sportból végzett rádiófrekvenciás megfigyelést értjük. A hivatásból végzett hatósági rádióforgalom-figyelés nem SWL.
Az SWL megfigyelő, mint természetes személy, tehet bejelentést rádiófrekvenciás zavar tényéről hivatalos szervek felé. Erre az NMHH weboldalán keresztül is van lehetőség: https://e-nmhh.nmhh.hu/e-nhh/4/urlapok/esf00102/
Az SWL a rádióamatőr szolgálatnak is része. Engedéllyel rendelkező rádióamatőrök megfigyelőállomásként is részt vehetnek rádióamatőr versenyeken, vagy rádióamatőr diplomát adó aktivitásokon.

## SWL állomás azonosítója
A rádióamatőr sávokban folyó forgalmat bárki megfigyelheti, akinek erre megvannak a technikai lehetőségei. Ehhez nincs szükség vizsgára, engedélyre.
A rádióamatőrök a hívójelük uán írt /SWL suffix kiegészítéssel is azonosíthatják magukat. Egyéb megfigyelők regisztráltathatnak maguknak SWL hívószámot.
Ha valaki QSL lapokat is szeretne küldeni rádióamatőröknek a megfigyelt forgalomról, SWL hívószámmal azonosíthatja magát, amit bárki regisztráltathat. SWL hívószám igénylésére is van lehetőség:  http://swarl.org 
Az SWL hívószám formátuma: [hívójelprefix][0000..9999][SWL]vagy használt ez a formátum is: [hívójelprefix][körzet]-[000-999]
Például: HA1234SWL
vagy HG1-234

## Az SWL állomás tevékenysége[4]
Az SWL jellemzően többször megfigyeli egy-egy állomás kimenő forgalmát, a megfigyeléseit naplózza. A naplóban rögzíti
- a vétel helyét, helységnevet, földrajzi koordinátát, amatőr állomás esetén QTH lokátort
- az időpontot UTC szerint
- a vételi frekvenciát kHz-ben
- a vett állomás nevét, amatőr állomás esetén a hívójelét és az adásmódot
- vételjellemzést, műsorszóró állomás esetén SINPO vagy SIMPFEMO, amatőr állomás esetén RST